# Clasificación Campeonato FIBA África 2009
La fase de clasificación para el Campeonato FIBA África 2009 reparte 11 cupos para el torneo, divididos en las 7 Zonas en la que está dividida FIBA África, en esta fase participan los 49 equipos restantes afiliados.
Los cupos para esta edición corresponde de la siguiente manera:
- Zona 1: 2
- Zona 2: 1
- Zona 3: 2
- Zona 4: 2
- Zona 5: 2
- Zona 6: 1
- Zona 7: 1

## Zona 1

### Equipos participantes
| Argelia | Libia ¹ | Marruecos | Túnez |

¹ Organizador del torneo.

## Zona 2

### Equipos participantes
| Cabo Verde ¹ | Gambia ²     | Guinea ² | Guinea-Bisáu ² |
| Malí         | Mauritania ² | Senegal  | Sierra Leona ² |

¹ Calificado automáticamente.

² No Participó.

### Resultados
|   | Equipo  | Pts | PG | PP | PF  | PC  | Dif |
| - | ------- | --- | -- | -- | --- | --- | --- |
| 1 | Malí    | 3   | 1  | 1  | 127 | 122 | 5   |
| 2 | Senegal | 3   | 1  | 1  | 122 | 127 | −5  |

| 15 de mayo de 2009                    | Malí                                  | 69-61                                 | Senegal                      |  |
|                                       |                                       |                                       |                              |  |
| Parciales: 23-16, 14-12, 18-14, 14-21 | Parciales: 23-16, 14-12, 18-14, 14-21 | Parciales: 23-16, 14-12, 18-14, 14-21 | Modibo Keita Stadium, Bamako |  |

| 17 de mayo de 2009 | Senegal                      | 61-58 | Malí |  |
|                    | Modibo Keita Stadium, Bamako |       |      |  |

## Zona 3

### Equipos participantes
| Benín ²   | Burkina Faso ² | Costa de Marfil | Ghana ² |
| Liberia ² | Níger ²        | Nigeria         | Togo    |

² No participó.
- Datos: Q5771414